# Nájin
Nájin (*11. červenec 1989, Dvůr Králové nad Labem, Československo) je jedna z posledních dvou samic severního bílého nosorožce na světě. Zároveň je to matka posledního mláděte tohoto druhu, samice Fatu.

## Život
Narodila se v ZOO Dvůr Králové jako třetí nosorožec tuponosý severní v zajetí. Jejím otcem byl Sudán a matkou Nasima. Na přelomu let 1997 a 1998 byla pářena se svým bratrem Sunim i se svým otcem Sudánem. Zvrat v pokusu o rozmnožení však přinesl až návrat samce Saúta z USA v roce 1998, bylo páření 5. března 1999 úspěšné a 29. června 2000 se jí narodila dcera Fatu.  V roce 2009 odletěla do Afriky spolu se samci Sudánem a Sunim, kde po jejich smrti žije v rezervaci Ol Pejeta Conservancy v Keni spolu se svou dcerou Fatu. V říjnu 2021 byla kvůli vysokému věku a špatnému zdravotnímu stavu vyřazena z programu odběru vajíček.

## Socha
15. března 2018 byla v New Yorku odhalena socha Poslední tři posledních tří žijících bílých severních nosorožců, která zobrazuje Sudána, Nájin a Fatu. Velmi zajímavé na tom je, že poslední žijící samec Sudán čtyři dny po odhalení této sochy zemřel.